# زرشک (قزوین)
زرشک روستایی از توابع بخش مرکزی شهرستان قزوین در استان قزوین ایران است و در فاصله ۱۷ کیلومتری از شهر قزوین قرار دارد.
دارای دو دریاچه در منطقه‌ای به نام دریابک با منظره‌ای بسیار زیبا و چشم‌نواز می باشد که به تازگی توجه گردشگران و توریست‌های زیادی را به خود جلب کرده است.

## جمعیت و جغرافیا
این روستا در دهستان اقبال غربی قرار دارد و براساس سرشماری مرکز آمار ایران در سال ۱۳۸۵، جمعیت آن ۱۹۰ نفر (۵۳خانوار) بوده‌است.
این روستا با فاصله حدود 17 کیلومتری از شهرقزوین در شمال شهر قزوین قرار دارد. همچنین از مسیر این روستا می‌توان به منطقه زیبای الموت و استان‌های گیلان شهر رحیم آباد و مازندران شهر تنکابن با فاصله حدود 140 کیلومتر دسترسی داشت و از مناطق و روستاهای بکر و زیبا دیدن کرد از دیگر جاذبه‌های این روستا دریاچه‌ای با نام محلی دریا بک و تله کابین و پیست اسکی دو منظوره چمن و برف در دست ساخت نام برد که در طرح توسعه فضاهای گردگشگری توریستی تفریحی استان قزوین مورد توجه ویژه شهرداری قزوین قرار دارد همچنین در ابتدای مسیر این روستا به یکی از بزرگترین پارک جنگلی‌های کشور با نام فدک قرار دارد.
قدمت روستا را می‌توان به بیش از ۹۰۰سال دانست البته در روستا حمامی با معماری قدیمی وجود دارد که ترمیم ان به معماری دوران قاجاریه یا ما قبل ان باز می‌گردد و قدمتی سلجوقی دارد (بر اساس کشف هزار سکه طلا در آن توسط افراد سود جو) که تا حدود سال 1380 مورد استفاده اهالی روستا قرار میگرفت و امروزه مورد بی توجهی واقع شده و در حال حاضر مخروبه شده و نیاز به رسیدگی جدی می‌باشد و به نوعی شناسنامه روستا می‌باشد.این روستا در گذشته نه چندان دور مسیر عبور کاروانهایی از روستاهایی از الموت و اشکورات و روستاهای از گیلان و مازندران بوده و مردم منطقه به مهمان نوازی شهره هستن.
دارای دو امامزاده در قسمت ورودی و ناحیه شمالی روستا می باشد.
محصولات زراعی و باغی:
گندم و جو همچنان کشت اصلی روستاییان روستا می باشد. همچنین گردو، بادام، سیب و اکثر محصولات باغی در این روستا وجود دارد که از مهمترین ویژگی این محصولات ارگانیک بودن آنها به حساب می آید.

## زبان
امروزه اهالی روستای زرشک به زبان فارسی صحبت می‌کنند (زبان مردم روستا در گذشته زرگري بوده است). و روستای کامان در الموت که همجوار این روستا می‌باشد به زبان تاتی تکلم می‌کنند و دیگر روستاهای همجوار اغلب به زبان ترکی صحبت می‌کنند.